# Elvan från La Masia
Elvan från La Masia är en historisk fotbollsmatch som spelades på Camp Nou den 25 november 2012 där FC Barcelona ställde upp med en startelva bestående av spelare som fostrats i deras egen talangutvecklingsanläggning La Masia. Laget mötte Levante UD i den tionde omgången av La Liga och vann matchen med 4-0.
De 11 spelarna som fostrats i La Masia inkluderade Víctor Valdés, Martin Montoya, Gerard Piqué, Carles Puyol, Jordi Alba, Sergio Busquets, Xavi, Cesc Fàbregas, Pedro Rodríguez, Lionel Messi och Cristian Tello.
Matchen var en milstolpe i FC Barcelonas historia då det var första gången ett lag ställde upp med en startelva bestående av spelare som fostrats i klubbens talangutvecklingsanläggning i en officiell match. La Masia har varit en fundamental del av FC Barcelonas fotbollskultur och har producerat många världsklasspelare, såsom Lionel Messi, Xavi, Andrés Iniesta och Sergio Busquets.
Elvan från La Masia är ett exempel på FC Barcelonas engagemang i att utveckla unga talanger och deras unika spelsätt som bygger på bollkontroll och bollinnehav. Matchen har blivit ihågkommen som en historisk händelse i klubbens långa tradition och som en hyllning till spelarna som har fostrats i La Masia.

## Antecedenter
FC Barcelona är en fotbollsklubb med bas i Barcelona, Katalonien, Spanien, som grundades 1899. Klubben är känd för sin framgångsrika historia och sitt karakteristiska spelstil baserat på bollkontroll och korta passningar. En av klubbens framgångsfaktorer är dess ungdomsakademi La Masia, som har producerat många av världens bästa spelare.
Den 7 november 2012 mötte FC Barcelona Levante UD på hemmaplan i en ligamatch i La Liga. Detta var en viktig match för klubben, som redan hade etablerat sig som en av de främsta klubbarna i världen. Inför matchen bestämde sig FC Barcelona-tränaren Tito Vilanova för att använda en unik taktik genom att presentera en startelva med enbart spelare som hade tränat och utvecklats i klubbens ungdomsakademi La Masia.
Detta var första gången i FC Barcelonas historia som klubben använde en sådan taktik i en officiell match. Startelvan bestod av målvakten Víctor Valdés, försvararna Martin Montoya, Gerard Piqué, Carles Puyol och Jordi Alba, mittfältarna Sergio Busquets, Xavi och Cesc Fàbregas, samt anfallarna Pedro Rodríguez, Lionel Messi och Cristian Tello.
Matchen, som också kallades "Los 11 de La Masia", blev en historisk händelse för FC Barcelona och dess ungdomsakademi. Detta är ett bevis på klubbens framgångsrika arbete med att utveckla och främja unga talanger. Klubbens förmåga att odla talanger från ungdomsakademin är avgörande för dess framgång och för att upprätthålla dess identitet som en klubb som spelar ett vackert och attraktivt fotbollsspel.

## Krönika
|           | 7 november 2012 | Barcelona                                                                 | 4–0       | Levante | Camp Nou                                     |                                              |
| 22:00 CET | 22:00 CET       | Cesc Fàbregas 26′ Lionel Messi 43′ Cristian Tello 55′ Sergio Busquets 58′ | Laliga.es |         | Publik: 75 000 Domare: César Muñiz Fernández | Publik: 75 000 Domare: César Muñiz Fernández |
| 22:00 CET | 22:00 CET       |                                                                           |           |         | Publik: 75 000 Domare: César Muñiz Fernández | Publik: 75 000 Domare: César Muñiz Fernández |
| 22:00 CET | 22:00 CET       |                                                                           |           |         | Publik: 75 000 Domare: César Muñiz Fernández | Publik: 75 000 Domare: César Muñiz Fernández |

FC Barcelona gjorde historia den 25 november 2012 genom att för första gången i klubbens historia presentera en komplett startelva av spelare som utbildats i deras akademi, La Masia, i en officiell match. Matchen spelades på Camp Nou mot Levante UD i den tionde omgången av den spanska ligan.
Laget leddes av tränaren Tito Vilanova och bestod av Víctor Valdés i målet, försvarare Martin Montoya, Gerard Piqué, Carles Puyol och Jordi Alba. Mittfältet bestod av Sergio Busquets, Xavi och Cesc Fàbregas medan anfallstrion utgjordes av Pedro Rodríguez, Lionel Messi och Cristian Tello.
Från första minuten dominerade Barça matchen med sitt karaktäristiska bollinnehav och ständig rörelse, och Levante UD hade få chanser att skapa farligheter i Valdés mål. Även om Barça hade svårt att bryta igenom motståndarnas försvar under de första minuterna, hade Messi en bra möjlighet i den 17:e minuten efter en passning från Pedro, men hans skott stoppades av Levantes målvakt.
Till slut lyckades Barça öppna målskyttet i den 26:e minuten genom ett mål av Cesc Fàbregas, som utnyttjade en passning från Messi för att sätta bollen i mål från insidan av straffområdet. Därefter började Barça att dominera spelet och Messi ökade ledningen i den 43:e minuten efter en passning från Xavi.
I den andra halvleken behöll Barça kontrollen över matchen och ökade ledningen i målprotokollet genom två fler mål av Cristian Tello i den 55:e och 58:e minuten. Levante UD försökte minska avståndet, men Barça behöll bollinnehavet och kontrollen över matchen fram till slutet, vilket resulterade i en historisk seger på 4-0.

## Startelvor
FC Barcelona: 
Målvakt: Víctor Valdés 
Försvar: Martin Montoya, Gerard Piqué, Carles Puyol, Jordi Alba 
Mittfält: Sergio Busquets, Xavi, Cesc Fàbregas 
Anfallare: Pedro Rodríguez, Lionel Messi och Cristian Tello.
Levante UD: 
Målvakt: Gustavo Munúa 
Försvar: Pedro López, Sergio Ballesteros, David Navarro, Juanfran García 
Mittfält: Iborra, Michel, Rubén García, Juanlu Gómez, Vicente Iborra
Anfallare: José Javier Barkero.

## Reaktion och betydelse
Efter matchen mellan Elvan från La Masia och Levante UD den 25 november 2012, hyllade pressen FC Barcelonas prestation och särskilt deras ungdomsakademi, La Masia. Detta var första gången i klubbens historia som en hel startelva bestod av egna produkter, vilket var ett stort steg framåt för klubbens filosofi och ungdomsverksamhet.
Sportjournalister hyllade särskilt Lionel Messis prestation på planen, där han visade upp sin klass och skicklighet genom att skapa flera målchanser och göra ett mål själv. Även mittfältaren Cesc Fàbregas fick beröm för sitt mål och sin bidragande roll i spelet.
Flera fotbollsexperter kommenterade också hur viktigt det är för klubbarna att ha en stark ungdomsverksamhet och betonade att Barcelonas framgång inte bara berodde på individuella prestationer, utan på klubbens långsiktiga filosofi.
Både tränaren Tito Vilanova och spelarna var ödmjuka inför segern och betonade vikten av att fortsätta arbeta hårt och förbättra laget. Detta var en viktig seger för FC Barcelona och ett bevis på att deras ungdomsverksamhet var en av de bästa i världen.
Efter matchen visade fansen sitt stöd och kärlek till klubben genom sociala medier och andra plattformar. Detta var en viktig dag i Barcelonas historia och ett bevis på deras styrka som en klubb och som ett lag.

## Eftermäle
Matchen Elvan från La Masia var en av de mest betydelsefulla matcherna i FC Barcelonas historia. Inte bara presenterade klubben en startelva bestående av spelare som utvecklats i klubbens ungdomsakademi, utan också visade att dessa spelare var fullt kapabla att spela på den högsta nivån av professionell fotboll.
Matchen markerade början på en era där La Masia-producerade spelare blev kärnan i Barcelonas dominans över spansk och europeisk fotboll. Under de följande åren blev spelare som Sergi Roberto, Marc Bartra och Rafinha Alcántara viktiga medlemmar i det första laget.
Genom att framgångsrikt integrera ungdomsakademin med den första laget, har FC Barcelona skapat en modell för klubbutveckling som har inspirerat andra fotbollsklubbar runt om i världen. "Los 11 de La Masia" kommer alltid att vara en påminnelse om Barcelonas stolthet i sin akademiska tradition och klubbens förmåga att producera några av de bästa fotbollsspelarna i världen.

### 10-årsjubileum
År 2022 höll FC Barcelona en hyllningsevent för att fira 10-årsjubileet av Elvan från La Masia. Under evenemanget visades höjdpunkter från matchen och tidigare spelare och tränare intervjuades om deras minnen av den historiska händelsen. Även spelare som deltog i matchen bjöds in för att fira jubileet och möta fansen.
Förutom att hylla matchen och spelarna som deltog i den, använde klubben också tillfället att betona betydelsen av deras ungdomsakademi och sin satsning på att utbilda unga talanger. Evenemanget visade också hur spelare som debuterade i klubben som ungdomar fortfarande spelar en viktig roll i dagens lag och hur deras framgångar har inspirerat andra unga spelare att följa i deras fotspår.